# Lúcio Estácio Áquila
Lúcio Estácio Áquila (em latim: Lucius Statius Aquila) foi um senador romano nomeado cônsul sufecto para o nundínio de outubro a dezembro de 116 com Caio Júlio Alexandre Bereniciano. 